# Giro dei Paesi Baschi 2023
Il Giro dei Paesi Baschi 2023, sessantaduesima edizione della corsa e valida come prova dell'UCI World Tour 2023, si svolse in sei tappe dal 3 all'8 aprile 2023 su un percorso di 995,2 km, con partenza da Vitoria-Gasteiz e arrivo ad Eibar, in Spagna. La vittoria fu appannaggio del danese Jonas Vingegaard, il quale completò il percorso in 24h45'24", alla media di 38,154 km/h, precedendo gli spagnoli Mikel Landa e Ion Izagirre.

## Tappe
| Tappa  | Data     | Percorso                              | km    | Vincitore di tappa | Leader cl. generale |
| ------ | -------- | ------------------------------------- | ----- | ------------------ | ------------------- |
| 1ª     | 3 aprile | Vitoria-Gasteiz > Labastida           | 165,4 | Ethan Hayter       | Ethan Hayter        |
| 2ª     | 4 aprile | Viana > Leitza                        | 193,8 | Ide Schelling      | Ide Schelling       |
| 3ª     | 5 aprile | Errenteria > Villabona                | 153,9 | Jonas Vingegaard   | Jonas Vingegaard    |
| 4ª     | 6 aprile | Santurtzi > Santurtzi                 | 183,4 | Jonas Vingegaard   | Jonas Vingegaard    |
| 5ª     | 7 aprile | Amorebieta-Etxano > Amorebieta-Etxano | 165,9 | Sergio Higuita     | Jonas Vingegaard    |
| 6ª     | 8 aprile | Eibar > Eibar                         | 137,8 | Jonas Vingegaard   | Jonas Vingegaard    |
| Totale | Totale   | Totale                                | 995,2 |                    |                     |

## Squadre e corridori partecipanti
| N.      | Cod. | Squadra                  |
| ------- | ---- | ------------------------ |
| 1-7     | IGD  | Ineos Grenadiers         |
| 11-17   | ACT  | AG2R Citroën Team        |
| 21-27   | ADC  | Alpecin-Deceuninck       |
| 31-37   | ARK  | Team Arkéa-Samsic        |
| 41-46   | AST  | Astana Qazaqstan Team    |
| 51-57   | BOH  | Bora-Hansgrohe           |
| 61-67   | COF  | Cofidis                  |
| 71-77   | DSM  | Team DSM                 |
| 81-87   | EFE  | EF Education-EasyPost    |
| 91-97   | GFC  | Groupama-FDJ             |
| 101-107 | ICW  | Intermarché-Circus-Wanty |
| 111-117 | JAY  | Team Jayco AlUla         |

| N.      | Cod. | Squadra                |
| ------- | ---- | ---------------------- |
| 121-127 | MOV  | Movistar Team          |
| 131-137 | SOQ  | Soudal Quick-Step      |
| 141-147 | TBV  | Bahrain Victorious     |
| 151-157 | TFS  | Trek-Segafredo         |
| 161-167 | TJV  | Jumbo-Visma            |
| 171-177 | UAD  | UAE Team Emirates      |
| 181-187 | BBH  | Burgos-BH              |
| 191-197 | CJR  | Caja Rural-Seguros RGA |
| 201-207 | EKP  | Equipo Kern Pharma     |
| 211-217 | EUS  | Euskaltel-Euskadi      |
| 222-227 | TEN  | TotalEnergies          |

## Dettagli delle tappe

### 1ª tappa
- 3 aprile: Vitoria-Gasteiz > Labastida – 165,4 km

Risultati
| Pos. | Corridore      | Squadra | Tempo    |
| ---- | -------------- | ------- | -------- |
| 1    | Ethan Hayter   | Ineos   | 4h01'24" |
| 2    | Mauro Schmid   | Soudal  | s.t.     |
| 3    | Jon Aberasturi | Trek    | s.t.     |

| Pos. | Corridore      | Squadra | Tempo    |
| ---- | -------------- | ------- | -------- |
| 1    | Ethan Hayter   | Ineos   | 4h01'14" |
| 2    | Mauro Schmid   | Soudal  | a 4"     |
| 3    | Jon Aberasturi | Trek    | a 6"     |

### 2ª tappa
- 4 aprile: Viana > Leitza – 193,8 km

Risultati
| Pos. | Corridore      | Squadra  | Tempo    |
| ---- | -------------- | -------- | -------- |
| 1    | Ide Schelling  | Bora     | 4h53'33" |
| 2    | Matteo Sobrero | Jayco    | s.t.     |
| 3    | David Gaudu    | Groupama | s.t.     |

| Pos. | Corridore      | Squadra  | Tempo    |
| ---- | -------------- | -------- | -------- |
| 1    | Ide Schelling  | Bora     | 8h54'47" |
| 2    | Matteo Sobrero | Jayco    | a 4"     |
| 3    | David Gaudu    | Groupama | a 6"     |

### 3ª tappa
- 5 aprile: Errenteria > Villabona – 153,9 km

Risultati
| Pos. | Corridore        | Squadra  | Tempo    |
| ---- | ---------------- | -------- | -------- |
| 1    | Jonas Vingegaard | Jumbo    | 3h51'58" |
| 2    | Mikel Landa      | Bahrain  | a 2"     |
| 3    | Enric Mas        | Movistar | s.t.     |

| Pos. | Corridore        | Squadra  | Tempo     |
| ---- | ---------------- | -------- | --------- |
| 1    | Jonas Vingegaard | Jumbo    | 12h46'43" |
| 2    | Mikel Landa      | Bahrain  | a 5"      |
| 3    | David Gaudu      | Groupama | a 16"     |

### 4ª tappa
- 6 aprile: Santurtzi > Santurtzi – 183,4 km

Risultati
| Pos. | Corridore        | Squadra | Tempo    |
| ---- | ---------------- | ------- | -------- |
| 1    | Jonas Vingegaard | Jumbo   | 4h22'26" |
| 2    | Mikel Landa      | Bahrain | s.t.     |
| 3    | Mauro Schmid     | Soudal  | a 2"     |

| Pos. | Corridore        | Squadra  | Tempo     |
| ---- | ---------------- | -------- | --------- |
| 1    | Jonas Vingegaard | Jumbo    | 17h08'56" |
| 2    | Mikel Landa      | Bahrain  | a 12"     |
| 3    | David Gaudu      | Groupama | a 31"     |

### 5ª tappa
- 7 aprile: Amorebieta-Etxano > Amorebieta-Etxano – 165,9 km

Risultati
| Pos. | Corridore           | Squadra | Tempo    |
| ---- | ------------------- | ------- | -------- |
| 1    | Sergio Higuita      | Bora    | 3h59'57" |
| 2    | Andrea Bagioli      | Soudal  | s.t.     |
| 3    | M. Skjelmose Jensen | Trek    | s.t.     |

| Pos. | Corridore           | Squadra | Tempo     |
| ---- | ------------------- | ------- | --------- |
| 1    | Jonas Vingegaard    | Jumbo   | 21h08'52" |
| 2    | Mikel Landa         | Bahrain | a 13"     |
| 3    | M. Skjelmose Jensen | Trek    | a 32"     |

### 6ª tappa
- 8 aprile: Eibar > Eibar – 137,8 km

Risultati
| Pos. | Corridore        | Squadra | Tempo    |
| ---- | ---------------- | ------- | -------- |
| 1    | Jonas Vingegaard | Jumbo   | 3h36'42" |
| 2    | James Knox       | Soudal  | a 47"    |
| 3    | Ion Izagirre     | Cofidis | a 49"    |

| Pos. | Corridore        | Squadra | Tempo     |
| ---- | ---------------- | ------- | --------- |
| 1    | Jonas Vingegaard | Jumbo   | 24h45'24" |
| 2    | Mikel Landa      | Bahrain | a 1'12"   |
| 3    | Ion Izagirre     | Cofidis | a 1'29"   |

## Evoluzione delle classifiche
| Tappa              | Vincitore          | Classifica generale Maglia gialla | Classifica a punti Maglia verde | Classifica scalatori Maglia a pois | Classifica giovani Maglia blu | Classifica a squadre |
| ------------------ | ------------------ | --------------------------------- | ------------------------------- | ---------------------------------- | ----------------------------- | -------------------- |
| 1ª                 | Ethan Hayter       | Ethan Hayter                      | Ethan Hayter                    | Jon Barrenetxea                    | Ethan Hayter                  | Ineos Grenadiers     |
| 2ª                 | Ide Schelling      | Ide Schelling                     | Alex Aranburu                   | Jon Barrenetxea                    | Ide Schelling                 | Movistar Team        |
| 3ª                 | Jonas Vingegaard   | Jonas Vingegaard                  | Alex Aranburu                   | Jon Barrenetxea                    | Mattias Skjelmose             | Movistar Team        |
| 4ª                 | Jonas Vingegaard   | Jonas Vingegaard                  | Jonas Vingegaard                | Jon Barrenetxea                    | Mattias Skjelmose             | Soudal Quick-Step    |
| 5ª                 | Sergio Higuita     | Jonas Vingegaard                  | Jonas Vingegaard                | Jon Barrenetxea                    | Mattias Skjelmose             | Soudal Quick-Step    |
| 6ª                 | Jonas Vingegaard   | Jonas Vingegaard                  | Jonas Vingegaard                | Jon Barrenetxea                    | Brandon McNulty               | Soudal Quick-Step    |
| Classifiche finali | Classifiche finali | Jonas Vingegaard                  | Jonas Vingegaard                | Jon Barrenetxea                    | Brandon McNulty               | Soudal Quick-Step    |

Maglie indossate da altri ciclisti in caso di due o più maglie vinte
- Nella 2ª tappa Mauro Schmid ha indossato la maglia verde al posto di Ethan Hayter e Mattias Skjelmose ha indossato quella blu al posto di Ethan Hayter.
- Nella 3ª tappa Andrea Bagioli ha indossato la maglia blu al posto di Ide Schelling.
- Nella 5ª tappa Mikel Landa ha indossato la maglia verde al posto di Jonas Vingegaard.
- Nella 6ª tappa Matteo Sobrero ha indossato la maglia verde al posto di Jonas Vingegaard.

## Classifiche finali

### Classifica generale - Maglia gialla
| Pos. | Corridore        | Squadra  | Tempo     |
| ---- | ---------------- | -------- | --------- |
| 1    | Jonas Vingegaard | Jumbo    | 24h45'24" |
| 2    | Mikel Landa      | Bahrain  | a 1'12"   |
| 3    | Ion Izagirre     | Cofidis  | a 1'29"   |
| 4    | David Gaudu      | Groupama | a 1'31"   |
| 5    | Enric Mas        | Movistar | a 1'36"   |
| 6    | Sergio Higuita   | Bora     | a 1'37"   |
| 7    | Brandon McNulty  | UAE      | a 1'38"   |
| 8    | James Knox       | Soudal   | s.t.      |
| 9    | Simon Yates      | Jayco    | a 1'39"   |
| 10   | Felix Gall       | AG2R     | a 1'50"   |

### Classifica a punti - Maglia verde
| Pos. | Corridore        | Squadra | Punti |
| ---- | ---------------- | ------- | ----- |
| 1    | Jonas Vingegaard | Jumbo   | 102   |
| 2    | Mauro Schmid     | Soudal  | 67    |
| 3    | Mikel Landa      | Bahrain | 55    |
| 4    | Ion Izagirre     | Cofidis | 51    |
| 5    | Matteo Sobrero   | Jayco   | 51    |

### Classifica scalatori - Maglia a pois
| Pos. | Corridore         | Squadra    | Punti |
| ---- | ----------------- | ---------- | ----- |
| 1    | Jon Barrenetxea   | Caja Rural | 35    |
| 2    | Esteban Chaves    | EF         | 27    |
| 3    | Ruben Guerreiro   | Movistar   | 25    |
| 4    | Jonas Vingegaard  | Jumbo      | 19    |
| 5    | Steven Kruijswijk | Jumbo      | 18    |

### Classifica giovani - Maglia blu
| Pos. | Corridore         | Squadra | Punti     |
| ---- | ----------------- | ------- | --------- |
| 1    | Brandon McNulty   | UAE     | 24h47'02" |
| 2    | Felix Gall        | AG2R    | a 12"     |
| 3    | Mauro Schmid      | Soudal  | a 58"     |
| 4    | Attila Valter     | Jumbo   | a 1'35"   |
| 5    | Mattias Skjelmose | Trek    | a 3'05"   |